# دئوس اکس: سقوط
دئوس اکس: سقوط (انگلیسی: Deus Ex: The Fall) یک بازی ویدئویی اکشن نقش آفرینی، تیراندازی اول شخص، مخفی‌کاری تک‌نفره برای سکو‌های اندروید، آی‌اواس، ویندوز می‌باشد که توسط ایدوس مونتریال، ان-فیوژن اینترکتیو توسعه و اسکوئر انیکس نشر پیدا کرده است.